# Pomeys
Pomeys – miejscowość i gmina we Francji, w regionie Owernia-Rodan-Alpy, w departamencie Rodan.
Według danych na rok 1990 gminę zamieszkiwały 842 osoby, a gęstość zaludnienia wynosiła 64 osób/km² (wśród 2880 gmin regionu Rodan-Alpy Pomeys plasuje się na 876. miejscu pod względem liczby ludności, natomiast pod względem powierzchni na miejscu 897.).